# Eleições parlamentares europeias de 2019 (Áustria)
As eleições parlamentares europeias na Áustria de 2019 foram realizadas a 26 de Maio e serviram para eleger os 18 deputados nacionais para o Parlamento Europeu. Aquando da oficialização do Brexit, a Áustria passará a ter mais 1 deputado e assim ter 19 deputados no PE.

## Composição 2014-2019 (Final do mandato)

### Partidos Nacionais
| Partido | Partido                       | Deputados | Grupo                                             |
| ------- | ----------------------------- | --------- | ------------------------------------------------- |
|         | Partido Popular               | 5 / 18    | Grupo do Partido Popular Europeu                  |
|         | Partido Social-Democrata      | 5 / 18    | Aliança Progressista dos Socialistas e Democratas |
|         | Partido da Liberdade          | 4 / 18    | Europa das Nações e das Liberdades                |
|         | Os Verdes - Alternativa Verde | 3 / 18    | Grupo dos Verdes/Aliança Livre Europeia           |
|         | NEOS - A Nova Áustria         | 1 / 18    | Aliança dos Liberais e Democratas pela Europa     |

### Grupos Parlamentares
| Grupo | Grupo                                             | Deputados |
| ----- | ------------------------------------------------- | --------- |
|       | Grupo do Partido Popular Europeu                  | 5 / 18    |
|       | Aliança Progressista dos Socialistas e Democratas | 5 / 18    |
|       | Europa das Nações e das Liberdades                | 4 / 18    |
|       | Grupo dos Verdes/Aliança Livre Europeia           | 3 / 18    |
|       | Aliança dos Liberais e Democratas pela Europa     | 1 / 18    |

## Partidos Concorrentes
A lista de partidos concorrentes é a seguinte:
| Partido | Partido                                      | Cabeça de Lista      | Afiliação europeia                                       |
| ------- | -------------------------------------------- | -------------------- | -------------------------------------------------------- |
|         | Partido Popular                              | Othmar Karas         | Partido Popular Europeu                                  |
|         | Partido Social-Democrata                     | Andreas Schieder     | Partido Socialista Europeu                               |
|         | Partido da Liberdade da Áustria              | Harald Vilimsky      | Aliança Europeia dos Povos e das Nações                  |
|         | Os Verdes - Alternativa Verde                | Werner Kogler        | Partido Verde Europeu                                    |
|         | NEOS - A Nova Áustria                        | Claudia Gamon        | Partido da Aliança dos Liberais e Democratas pela Europa |
|         | Partido Comunista da Áustria - Jovens Verdes | Katerina Anastasiou  | Partido da Esquerda Europeia                             |
|         | EUROPA Agora                                 | Johannes Voggenhuber | Partido Verde Europeu                                    |

## Resultados Nacionais
| Partido                 | Partido                         | Votos     | %               | +/-   | Deputados | +/-     |
| ----------------------- | ------------------------------- | --------- | --------------- | ----- | --------- | ------- |
|                         | Partido Popular Austríaco       | 1 305 954 | 34,55 / 100,00  | 7,57  | 7 / 18    | 2       |
|                         | Partido Social-Democrata        | 903 151   | 23,89 / 100,00  | 0,20  | 5 / 18    | Estável |
|                         | Partido da Liberdade da Áustria | 650 114   | 17,20 / 100,00  | 2,72  | 3 / 18    | 1       |
|                         | Os Verdes - Alternativa Verde   | 532 194   | 14,08 / 100,00  | 0,44  | 2 / 18    | 1       |
|                         | NEOS - A Nova Áustria           | 319 024   | 8,44 / 100,00   | 0,30  | 1 / 18    | Estável |
|                         | EUROPA Agora                    | 39 234    | 1,04 / 100,00   | Novo  | 0 / 18    | Novo    |
|                         | Partido Comunista da Áustria    | 30 086    | 0,80 / 100,00   | -     | 0 / 18    | -       |
| Votos Inválidos         | Votos Inválidos                 | 54 899    | 1,43 / 100,00   | 1,52  |           |         |
| Total                   | Total                           | 3 834 656 | 100,00 / 100,00 |       | 18 / 18   |         |
| Eleitorado/Participação | Eleitorado/Participação         | 6 416 169 | 59,77 / 100,00  | 14,38 |           |         |
| Fonte                   | Fonte                           | [ 3 ]     | [ 3 ]           | [ 3 ] | [ 3 ]     | [ 3 ]   |

## Resultados por Estado Federal
| Estado        | %    | %    | %    | %    | %    | %    | %   | Votantes  |
| Estado        | ÖVP  | SPÖ  | FPÖ  | GRÜ  | NEOS | JETZ | KPÖ | Votantes  |
| ------------- | ---- | ---- | ---- | ---- | ---- | ---- | --- | --------- |
| Alta Áustria  | 35,1 | 25,0 | 18,1 | 13,4 | 7,0  | 0,8  | 0,6 | 688 278   |
| Baixa Áustria | 40,1 | 22,3 | 17,8 | 10,5 | 7,8  | 0,9  | 0,6 | 870 507   |
| Burgenland    | 35,4 | 33,0 | 17,5 | 7,8  | 5,2  | 0,7  | 0,4 | 155 364   |
| Caríntia      | 28,9 | 30,4 | 21,6 | 9,9  | 7,7  | 0,9  | 0,6 | 228 543   |
| Estíria       | 35,7 | 21,4 | 19,7 | 13,3 | 7,8  | 0,9  | 1,1 | 547 867   |
| Salzburgo     | 43,1 | 18,2 | 14,5 | 14,1 | 8,3  | 1,1  | 0,7 | 229 117   |
| Tirol         | 42,6 | 15,5 | 15,2 | 16,3 | 8,8  | 1,0  | 0,6 | 289 387   |
| Viena         | 21,4 | 30,3 | 14,4 | 20,8 | 10,2 | 1,6  | 1,3 | 679 709   |
| Vorarlberg    | 34,6 | 13,5 | 14,1 | 18,8 | 17,3 | 1,2  | 0,6 | 145 884   |
| Áustria       | 34,6 | 23,9 | 17,2 | 14,1 | 8,4  | 1,0  | 0,8 | 3 834 656 |

## Composição 2019-2024

### Partidos Nacionais
| Partido | Partido                         | Deputados | Grupo                                             |
| ------- | ------------------------------- | --------- | ------------------------------------------------- |
|         | Partido Popular Austríaco       | 7 / 18    | Grupo do Partido Popular Europeu                  |
|         | Partido Social-Democrata        | 5 / 18    | Aliança Progressista dos Socialistas e Democratas |
|         | Partido da Liberdade da Áustria | 3 / 18    | Identidade e Democracia                           |
|         | Os Verdes - Alternativa Verde   | 2 / 18    | Grupo dos Verdes/Aliança Livre Europeia           |
|         | NEOS - A Nova Áustria           | 1 / 18    | Renovar Europa                                    |

### Grupos Parlamentares
| Grupo | Grupo                                             | Deputados |
| ----- | ------------------------------------------------- | --------- |
|       | Grupo do Partido Popular Europeu                  | 7 / 18    |
|       | Aliança Progressista dos Socialistas e Democratas | 5 / 18    |
|       | Identidade e Democracia                           | 3 / 18    |
|       | Grupo dos Verdes/Aliança Livre Europeia           | 2 / 18    |
|       | Renovar Europa                                    | 1 / 18    |